# Barneoudia major
Barneoudia major là một loài thực vật có hoa trong họ Mao lương. Loài này được Phil. mô tả khoa học đầu tiên năm 1856.